# Saint-Nazaire-les-Eymes
Pour les articles homonymes, voir Saint-Nazaire (homonymie).
Saint-Nazaire-les-Eymes est une commune française située dans le département de l'Isère et dans la région Auvergne-Rhône-Alpes.
Rattachée à la communauté de communes Le Grésivaudan et adhérente au parc naturel régional de Chartreuse, les habitants de la commune sont appelés les   Saint-Nazairois (Saint-Nazairoises) .

## Géographie

### Situation et description

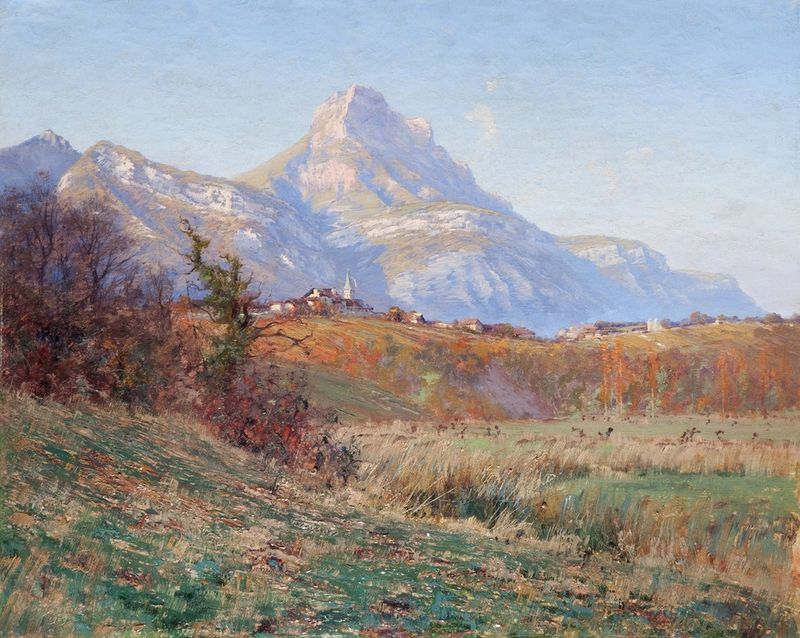
Le village de Saint-Nazaire-les-Eymes devant la dent de Crolles par Charles Bertier (1860–1924).

La commune, à l'aspect plutôt urbain même si elle est reste encore entourée d'espaces ruraux, est située sous les falaises qui bordent le sud-est du massif de Chartreuse.
Avec ses 850 ha, elle se divise en trois parties :
- la montagne : 250 ha (bois du Saint-Eynard, gorge du Manival). Le point le plus haut de la commune est le Bec Charvet : 1 738 m.
- le plateau : 300 ha. Zone urbanisée (bâti ancien et récent) et urbanisable.
- la plaine agricole : 300 ha. Le point le plus bas est à 220 m, sur le bord de l'Isère.

### Communes limitrophes
| Saint-Pierre-de-Chartreuse |                         | Saint-Pancrasse |
|                            | Saint-Nazaire-les-Eymes | Bernin          |
| Saint-Ismier               |                         | Villard-Bonnot  |

### Présentation
L'agglomération de Saint-Nazaire-les-Eymes est partagé entre la La plaine de l’Isère et l’escarpement abrupt de la falaise de la Chartreuse. La vallée connue sous le nom de Grésivaudan est basse, assez large et relativement plate, résulte du passage des glaciers du quaternaire et de la fonte du lac post-glaciaire qui a laissé une épaisseur très importante d’alluvions accumulé au fil du temps.

### Sites géologiques remarquables
Le « torrent du Manival », avec ses ouvrages de correction torrentielle, est un site géologique remarquable de 69,18 hectares qui se trouve sur les communes de Bernin, Saint-Ismier et Saint-Nazaire-les-Eymes. En 2014, ce site d'intérêt géomorphologique  est classé « deux étoiles » à l'« Inventaire du patrimoine géologique ».

### Climat
Pour des articles plus généraux, voir Climat d'Auvergne-Rhône-Alpes et Climat de l'Isère.
En 2010, le climat de la commune est de type climat océanique altéré, selon une étude du Centre national de la recherche scientifique s'appuyant sur une série de données couvrant la période 1971-2000. En 2020, Météo-France publie une typologie des climats de la France métropolitaine dans laquelle la commune est exposée à un climat de montagne ou de marges de montagne et est dans la région climatique  Alpes du nord, caractérisée par une pluviométrie annuelle de 1 200 à 1 500 mm, irrégulièrement répartie en été. 
Pour la période 1971-2000, la température annuelle moyenne est de 11,4 °C, avec une amplitude thermique annuelle de 19,2 °C. Le cumul annuel moyen de précipitations est de 1 196 mm, avec 10 jours de précipitations en janvier et 7,1 jours en juillet. Pour la période 1991-2020, la température moyenne annuelle observée sur la station météorologique de Météo-France la plus proche, « Grenoble - Lvd », sur la commune du Versoud à 4 km à vol d'oiseau, est de 12,6 °C et le cumul annuel moyen de précipitations est de 981,1 mm,. Pour l'avenir, les paramètres climatiques de la commune estimés pour 2050 selon différents scénarios d'émission de gaz à effet de serre sont consultables sur un site dédié publié par Météo-France en novembre 2022.
| Mois                                  | jan.           | fév.           | mars          | avril         | mai           | juin          | jui.          | août          | sep.          | oct.          | nov.           | déc.           | année      |
| ------------------------------------- | -------------- | -------------- | ------------- | ------------- | ------------- | ------------- | ------------- | ------------- | ------------- | ------------- | -------------- | -------------- | ---------- |
| Température minimale moyenne (°C)     | −1,3           | −0,3           | 2,8           | 6,4           | 10,3          | 14            | 15,3          | 14,9          | 11,7          | 8             | 3              | −0,5           | 7          |
| Température moyenne (°C)              | 2,8            | 4,6            | 8,8           | 12,7          | 16,4          | 20,5          | 21,9          | 21,4          | 17,7          | 13,3          | 7,2            | 3,3            | 12,6       |
| Température maximale moyenne (°C)     | 6,8            | 9,5            | 14,7          | 19,1          | 22,5          | 26,9          | 28,6          | 27,8          | 23,8          | 18,7          | 11,5           | 7,2            | 18,1       |
| Record de froid (°C) date du record   | −16,6 11.01.10 | −12,9 05.02.12 | −8,7 01.03.05 | −3,4 08.04.21 | 0,8 07.05.19  | 3,7 01.06.06  | 7,6 13.07.00  | 7,2 31.08.06  | 2,8 26.09.02  | −3,6 26.10.03 | −10,7 27.11.05 | −14,4 20.12.09 | −16,6 2010 |
| Record de chaleur (°C) date du record | 19,2 08.01.11  | 22,5 07.02.01  | 27,7 24.03.01 | 31,1 28.04.12 | 34,9 24.05.09 | 37,1 28.06.19 | 38,8 31.07.20 | 39,5 13.08.03 | 33,8 10.09.23 | 30,9 26.10.06 | 22,9 14.11.10  | 21,5 07.12.00  | 39,5 2003  |
| Précipitations (mm)                   | 77,1           | 58,9           | 77,8          | 70,7          | 99            | 81,4          | 76,8          | 92,1          | 75,2          | 92,3          | 95,3           | 84,5           | 981,1      |

### Hydrographie
L'Isère, rivière longue de 286 km, dont le bassin versant représente 10 800 km2, borde la partie orientale du territoire communal. Cet affluent du Rhône est au milieu de son parcours lors de son passage sur le territoire la commune.

### Voie de communication et transports
Le territoire de la commune de Saint-Nazaire-les-Eymes est traversé par deux voies à grande circulation, l'autoroute A 41 et l'ancienne route nationale 90 reclassée en route départementale
L'autoroute A41 relie Grenoble à Genève. Sa date de mise en service remonte à l'année 1981. La section Grenoble – Crolles a été construite pour les JO d'hiver de Grenoble. Cette voie autoroutière est gérée en concession par la société AREA (Société des Autoroutes Rhône-Alpes), laquelle est une société d'autoroutes, filiale du groupe APRR.
La route départementale 1090 (RD 1090) traverse la commune selon un axe nord-est (commune de Saint-Nazaire-les-Eymes) - sud ouest (commune de Montbonnot-Saint-Martin) et sa gestion relève du département de l'Isère.

## Urbanisme

### Typologie
Au 1er janvier 2024, Saint-Nazaire-les-Eymes est catégorisée ceinture urbaine, selon la nouvelle grille communale de densité à sept niveaux définie par l'Insee en 2022.
Elle appartient à l'unité urbaine de Grenoble, une agglomération intra-départementale regroupant 38  communes, dont elle est une commune de la banlieue,,. Par ailleurs la commune fait partie de l'aire d'attraction de Grenoble, dont elle est une commune de la couronne,. Cette aire, qui regroupe 204 communes, est catégorisée dans les aires de 700 000 habitants ou plus (hors Paris),.

### Occupation des sols
L'occupation des sols de la commune, telle qu'elle ressort de la base de données européenne d’occupation biophysique des sols Corine Land Cover (CLC), est marquée par l'importance des territoires agricoles (42,6 % en 2018), en diminution par rapport à 1990 (44,6 %). La répartition détaillée en 2018 est la suivante : 
forêts (29,2 %), terres arables (21,9 %), zones agricoles hétérogènes (20,7 %), zones urbanisées (19,6 %), espaces ouverts, sans ou avec peu de végétation (6,2 %), eaux continentales (1,7 %), zones industrielles ou commerciales et réseaux de communication (0,6 %). L'évolution de l’occupation des sols de la commune et de ses infrastructures peut être observée sur les différentes représentations cartographiques du territoire : la carte de Cassini (XVIIIe siècle), la carte d'état-major (1820-1866) et les cartes ou photos aériennes de l'IGN pour la période actuelle (1950 à aujourd'hui).

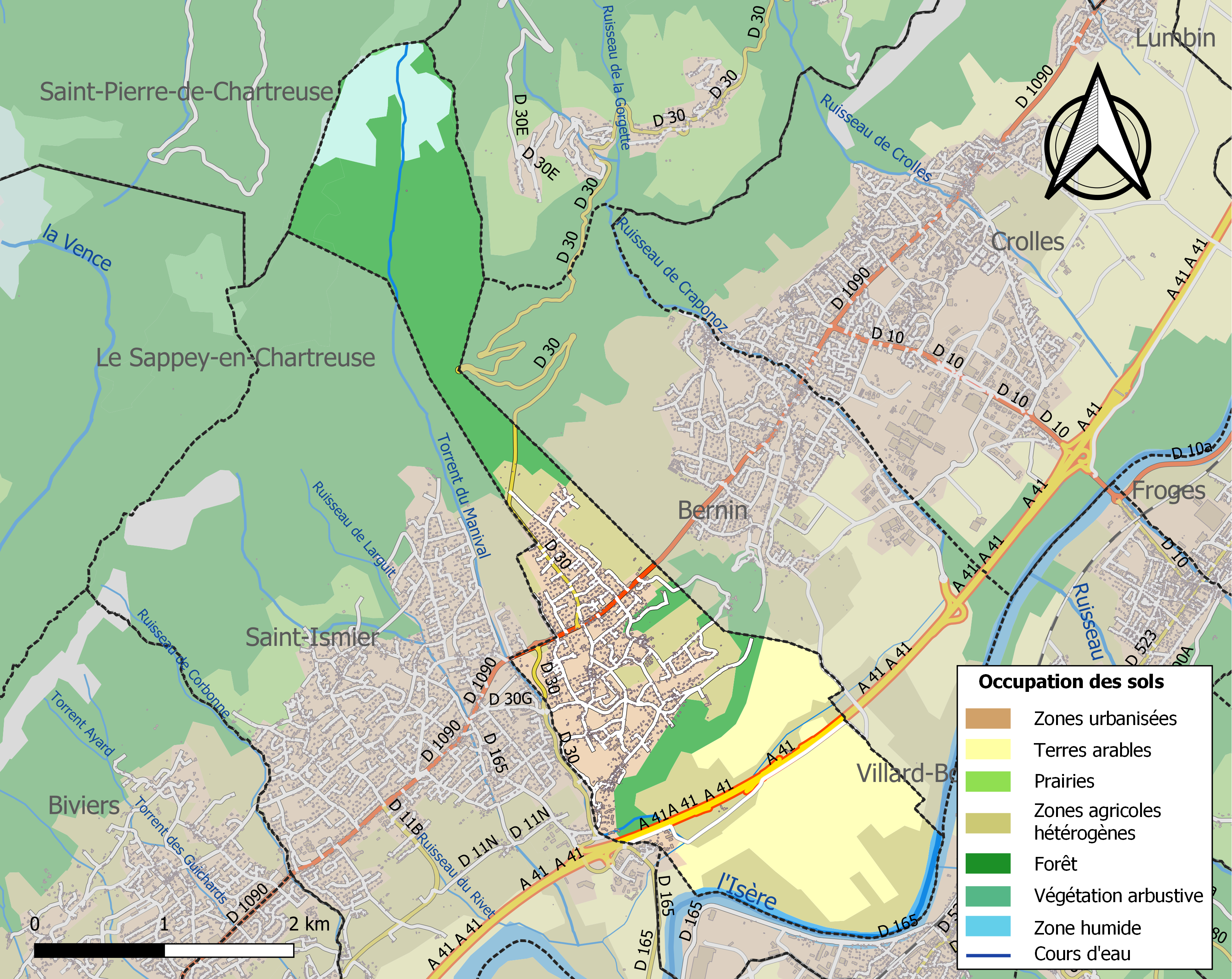
Carte des infrastructures et de l'occupation des sols de la commune en 2018 (CLC).

### Risques naturels et technologiques

#### Risques sismiques
L'ensemble du territoire de la commune de Saint-Nazaire-les-Eymes est situé en zone de sismicité n°4 (sur une échelle de 1 à 5), comme la plupart des communes de son secteur géographique.
| Type de zone | Niveau            | Définitions (bâtiment à risque normal) |
| ------------ | ----------------- | -------------------------------------- |
| Zone 4       | Sismicité moyenne | accélération = 1,6 m/s2                |

## Histoire
À la fin de l'Ancien régime, les deux communautés et paroisses de Clêmes et de Saint-Nazaire n'en formaient plus qu'une, officiellement réunies dans la création de la commune de Saint-Nazaire en 1790. Entre 1794 et 1801, la commune fut réunie à celle de Saint-Ismier. En 1880, une partie du territoire de la commune de Villard-Bonnot est réunie à Saint-Nazaire. La commune prend son nom actuel en 1950.

## Politique et administration

### Liste des maires
| Période                                  | Période  | Identité                    | Étiquette | Qualité |
| ---------------------------------------- | -------- | --------------------------- | --------- | ------- |
| 1807                                     | 1821     | Pierre Bourgeat             |           |         |
| 1821                                     | 1827     | Pierre Rey-Pirolle          |           |         |
| 1827                                     | 1831     | Auguste Frédéric De Lamarre |           |         |
| 1831                                     | 1832     | Antoine Louis Alphonse      |           |         |
| 1832                                     | 1837     | Joseph Rey-Pirolle          |           |         |
| 1838                                     | 1848     | Jean François Jacquin       |           |         |
| 1848                                     | 1860     | Pierre Bourgeat             |           |         |
| 1860                                     | 1866     | Jacques Eugène Devallée     |           |         |
| 1866                                     | 1870     | Henri Beaufort De Lamarre   |           |         |
| 1871                                     | 1872     | Arthur Rey-Pirolle          |           |         |
| 1873                                     | 1902     | Louis Four                  |           |         |
| 1969                                     | 1989     | André Cartier-Millon        |           |         |
| 1989                                     | 2008     | Alain Brenot                |           |         |
| 2008                                     | 2014     | Janine Dubus                |           |         |
| 2014                                     | En cours | Michèle Flamand             |           |         |
| Les données manquantes sont à compléter. |          |                             |           |         |

## Population et société

### Démographie
L'évolution du nombre d'habitants est connue à travers les recensements de la population effectués dans la commune depuis 1793. Pour les communes de moins de 10 000 habitants, une enquête de recensement portant sur toute la population est réalisée tous les cinq ans, les populations de référence des années intermédiaires étant quant à elles estimées par interpolation ou extrapolation. Pour la commune, le premier recensement exhaustif entrant dans le cadre du nouveau dispositif a été réalisé en 2006.

En 2022, la commune comptait 3 013 habitants, en évolution de +1,55 % par rapport à 2016 (Isère : +3,07 %, France hors Mayotte : +2,11 %).
| 1793 | 1800 | 1806 | 1821 | 1831 | 1836 | 1841 | 1846 | 1851 |
| ---- | ---- | ---- | ---- | ---- | ---- | ---- | ---- | ---- |
| 464  | 469  | 530  | 578  | 569  | 606  | 609  | 638  | 603  |

| 1856 | 1861 | 1866 | 1872 | 1876 | 1881 | 1886 | 1891 | 1896 |
| ---- | ---- | ---- | ---- | ---- | ---- | ---- | ---- | ---- |
| 580  | 555  | 554  | 575  | 565  | 511  | 508  | 461  | 462  |

| 1901 | 1906 | 1911 | 1921 | 1926 | 1931 | 1936 | 1946 | 1954 |
| ---- | ---- | ---- | ---- | ---- | ---- | ---- | ---- | ---- |
| 446  | 440  | 405  | 400  | 377  | 372  | 360  | 373  | 441  |

| 1962 | 1968 | 1975  | 1982  | 1990  | 1999  | 2006  | 2011  | 2016  |
| ---- | ---- | ----- | ----- | ----- | ----- | ----- | ----- | ----- |
| 507  | 728  | 1 302 | 1 684 | 1 940 | 2 342 | 2 592 | 2 924 | 2 967 |

| 2021  | 2022  | - | - | - | - | - | - | - |
| ----- | ----- | - | - | - | - | - | - | - |
| 2 995 | 3 013 | - | - | - | - | - | - | - |

### Enseignement
La commune est rattachée à l'académie de Grenoble.

### Médias

#### Presse locale et régionale
Historiquement, le quotidien à grand tirage Le Dauphiné libéré consacre, chaque jour, y compris le dimanche, dans son édition de Grenoble, un ou plusieurs articles à l'actualité du canton, de la communauté de communes et quelquefois de la ville, ainsi que des informations sur les éventuelles manifestations locales, les travaux routiers, et autres événements divers à caractère local.

#### Presse audiovisuelle
La commune est située sur l'aire de diffusion de radio Ici Isère, une radio publique qui émet sur tout le territoire du département de l'Isère.
TéléGrenoble est la chaîne de télévision locale généraliste privée diffusant par voie hertzienne sur la métropole de Grenoble. La chaîne se consacre exclusivement à l'actualité locale et à la mise en valeur du territoire. La commune est également couverte par le réseau de France 3 qui diffuse le journal d'information régional de France 3 Alpes.

### Cultes
La communauté catholique et l'église de la commune (propriété communale) sont rattachées à la paroisse Saint Martin du Manival, elle même rattachée au diocèse de Grenoble-Vienne.

## Économie
Un territoire encore largement rural, un patrimoine bâti et paysagé, attirent de nombreux habitants de l'agglomération grenobloise.
La commune fait partie de l'aire géographique de production et transformation du « Bois de Chartreuse », la première AOC de la filière Bois en France,.
La commune a aussi une économie autour d'Internet, la connexion étant très mauvaise dans cette commune, beaucoup de gens sont prêts à mettre de l'argent pour une meilleure connexion. La moyenne de leur connexion est de 1 mbit/s. Il y a aussi eu des plaintes de SFR envers la Mairie de Saint-Nazaire-les-Eymes car les habitants appelaient trop souvent le service client en se plaignant de leur connexion défavorable.

## Culture locale et patrimoine

### Lieux et monuments

#### Patrimoine civil
- Le château de Cleymes, des XIIIe et XVIIIe siècles[23].
- Le château des Eymes, ou château Villeroy, du XVIIe siècle[23].
- La maison Bellevue, vieille maison de Ratz très remaniée[23].
- La maison dite La Beyroud, avec des portes en style Renaissance[23].
- La Dalle.
- Le parc des Ecoutoux.
- Le Mitolet.

#### Patrimoine religieux
- L'église Saint-Nazaire, ou Saint-Jean-Baptiste, du XVIIe siècle[23],[24].

Église de Saint-Nazaire-les-Eymes
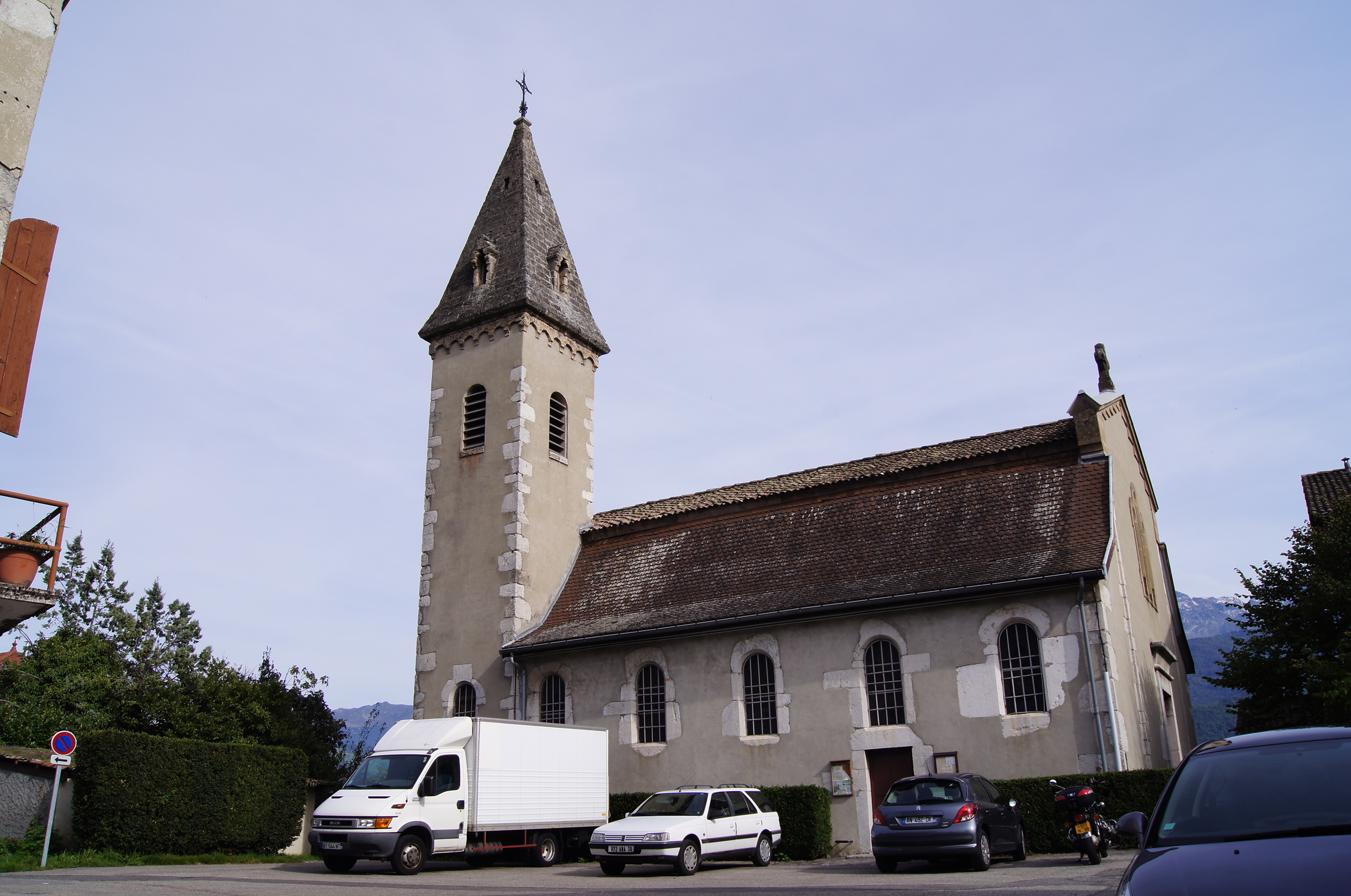
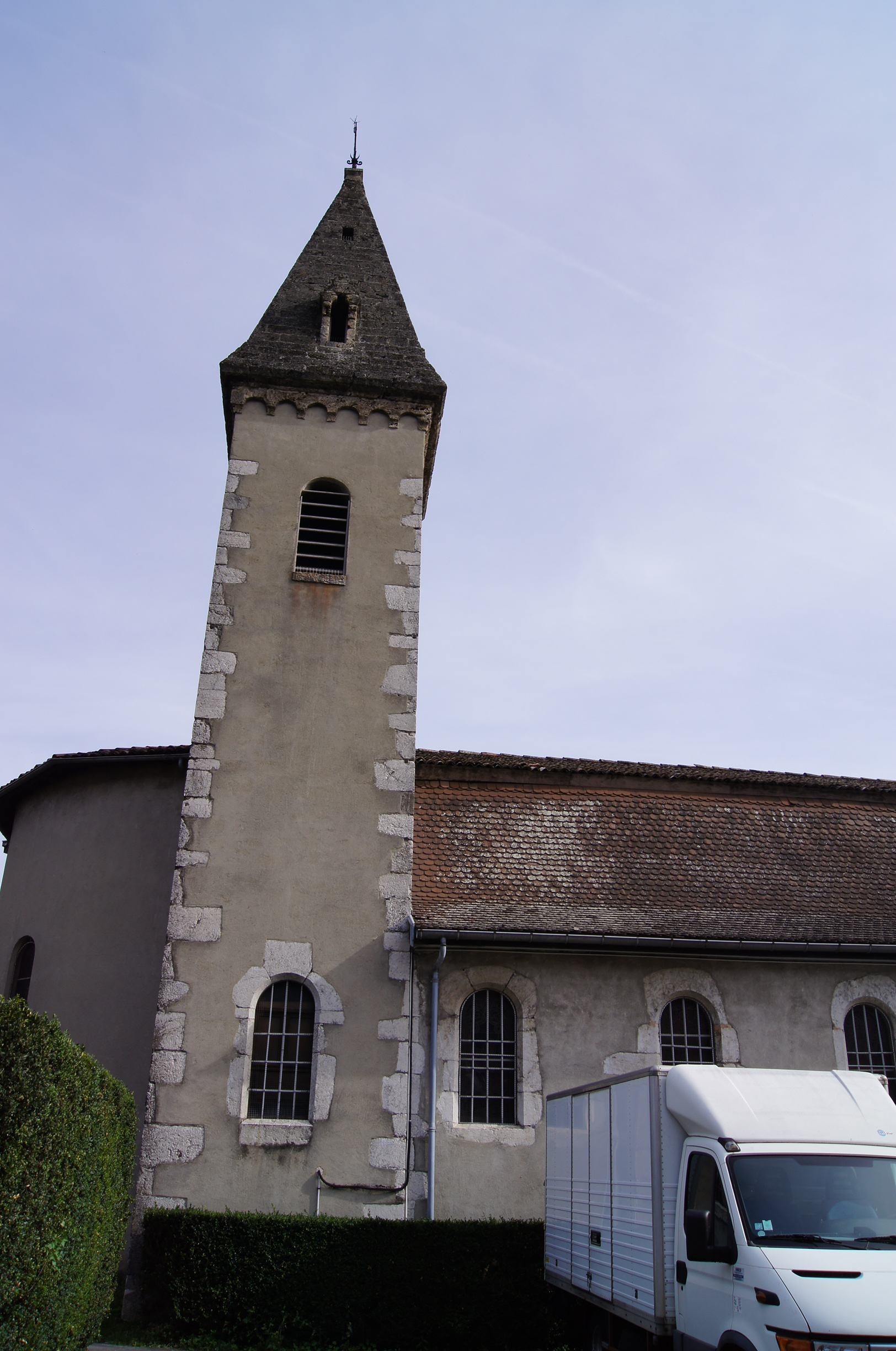
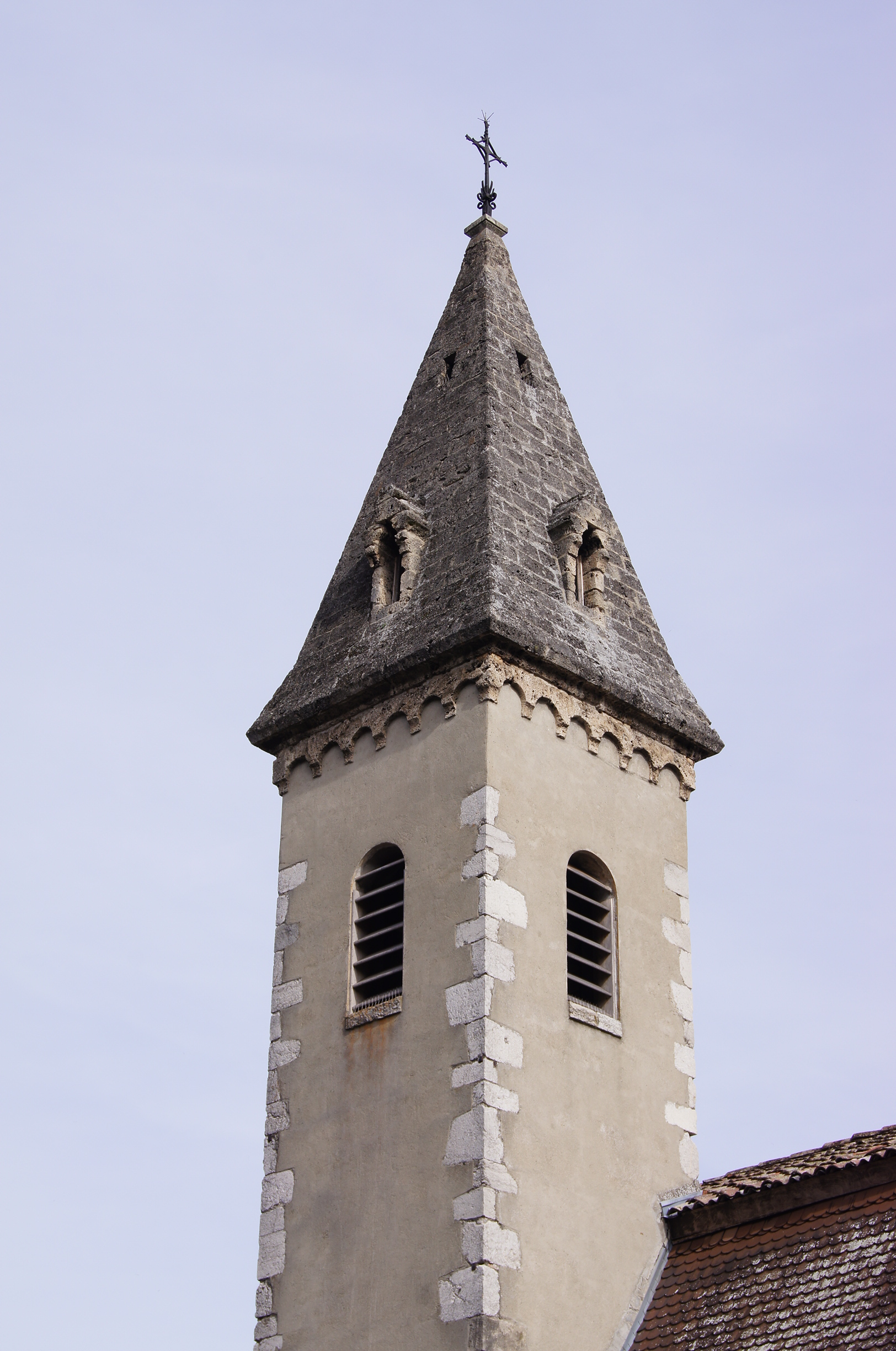

### Patrimoine culturel
- La Bibliothèque municipale avec des animations et des expositions tout au long de l'année pour les plus jeunes , existe depuis 1976, et est gérée par l'association L'Oiseau lyre.
- La salle polyvalente
- La salle Cartier-Millon

### Patrimoine naturel
La commune fait partie du parc naturel régional de Chartreuse.

### Héraldique
|  | Saint-Nazaire-les-Eymes possède des armoiries dont l'origine et le blasonnement exact ne sont pas disponibles. |